# Nagyszentmihály
Nagyszentmihály (1899-ig Nagy-Német-Szentmihály, németül: Großpetersdorf, horvátul: Veliki Petrštof) mezőváros Ausztriában Burgenland tartományban a Felsőőri járásban.

## Fekvése
Felsőőrtől 11 km-re délkeletre a Rumpód és a Tanka-patak összefolyásánál fekszik. Szombathelytől légvonalban kb. 22 km-re nyugatra fekszik, innen autóúton kb. 30 km-es utazással érhető el a bucsui határátkelőhelyen keresztül.
A kataszteri közösségek Grosspetersdorf, Kisszentmihály, Kisciklény, Mérem és Velege.

## Nevének eredete
Nevét Szent Mihály arkangyal tiszteletére szentelt templomáról kapta.

## Története
Területe már a kőkorszakban is lakott volt, ezt bizonyítja az 1923-ban itt talált kőbalta. A római korból  vasútállomásától 5 km-re római halomsírok kerültek elő.
A mai település alapítása 1200 körül történt, ekkor épülhetett első temploma is, melyet Szent Mihály főangyal tiszteletére szenteltek. 1273-ban "villa Sancti Michaelis" néven IV. László király adománylevelében említik először.
A Ják nemzetség birtoka volt. 1291-ben Albert osztrák herceg foglalta el a Németújváriaktól. Ekkor szerepel először németül oklevélben "Pertlsdorf" néven és ez él tovább megváltozott formában a település mai német nevében. 1475-ben "Zenthmyhal" alakban említik. 1532-ben elpusztította a török. Az 1539-es urbáriumban "Pettersdorf" néven még nem mezővárosként említik, noha vásárokat ekkor már régóta tartanak a településen. Ezért feltételezik, hogy már a 15. században is kapott vásártartási jogot. Az írott források szerint viszont 1565-ben kapta vásártartási jogát II. Miksától. Lakosságát ebben az időben pestis is tizedelte. A 18. század eleje újabb megpróbáltatásokat hozott, amikor kuruc hadak többször támadták a települést. A lakosságra nagy nyomást jelentettek a megnövekedett robotterhek is. Ez 1764-1765-ben az egész vármegyében nyugtalansághoz vezetett. A jobbágyok itt is megtagadták a robotterhek további teljesítését. Mária Terézia 1771-es urbáriuma lényegesen könnyített a földesuraknak nyújtandó szolgáltatásokon. A végső megoldást azonban csak az 1848-ban elrendelt jobbágyfelszabadítás eredményezett. Az 1782 és 1785 között II. József által készíttetett első kataszteri felmérés anyagában a település "Markt Gros Petersdorf", illetve "Német Sz. Mihaly" néven szerepel. 1846-ban a faluban hatalmas tűzvész volt, mai temploma a leégett helyén 1850-ben épült, Szent Mihály tiszteletére szentelve. Nagyszentmihály fejlődését jelzi, hogy 1850 és 1854 között járási székhelyként 50 település tartozott hozzá.
Vályi András szerint "Német Sz. Mihály. Német Mezőváros Vas Várm. földes Ura Gr. Batthyáni Uraság, lakosai katolikusok, fekszik Veresvárhoz 1 mértföldnyire; határja középszerű, vagyonnyai külömbfélék; fejér agyagja jó van, barom vásárjai népesek."
Fényes Elek szerint "Német-Szent-Mihály, Grosz Petersdorf, német m. v., Vas vmegyében, 1260 kath., 638 ágostai lak. Kath. paroch. szentegyház. Vendégfogadó. Gyümölcse sok. Országos vásárai hiresek. F. u. gr. Batthyáni Gusztáv, s a város feje egy uradalomnak. Ut. p. Szombathely."
Vas vármegye monográfiája szerint "Nagy-Német-Szt.-Mihály egyike a vármegye legnagyobb községeinek, 327 házzal és 2190 németajkú lakossal. Vallásuk r. kath., ág. ev. és ev. ref. A szombathely-pinkafői vasútnak egyik legélénkebb forgalmú állomása. Postája és távírója helyben van. A körjegyzőség és körorvos székhelye. Itt ömlik a Rumpód patak a Tankába. A község lakosai gerencsér-munkáikról ismeretesek és kiterjedt kereskedelmet folytatnak. Vásárjogot már 1565-ben nyertek II. Miksától; a vonatkozó okmány a község birtokában van. Lakosai magyar olvasó-kört tartanak fenn. Van takarékpénztára, önsegélyző-egylete, kaszinója és dalárdája. Plébániája 1565-ben már virágzott; mostani templomai e században épültek. A község csinos és tiszta; szép nagy főtere van, több csinos emeletes épülettel."
Nagyszentmihályon már 1909-ben bevezették az utcavilágítást. 1910-ben 3531 lakosából 2993 német, 303 horvát, 213 magyar, 6 szlovák, 16 egyéb nemzetiségű volt. A trianoni békeszerződésig Vas vármegye Felsőőri járásához tartozott.
1921-ben Ausztria Burgenland tartományának része lett. 1945 márciusában orosz csapatok foglalták el a települést. A megszállásnak 1955-ben az osztrák államszerződés aláírása vetett véget. Ezt követően Nagyszentmihály gyorsan fejlődött. Az ipar telepítése és az építkezések megváltoztatták a város arculatát. 2001-ben 3546 lakosa volt, melyből 3302 német, 97 horvát, 72 magyar, 8 cigány, 5 cseh, 62 egyéb nemzetiségű volt.

## Nevezetességei
- Mihály arkangyal tiszteletére szentelt római katolikus templomát 1850-ben építették.
- A katolikus plébánia épülete.
- Evangélikus templom.
- Evangélikus parókia.
- Evangélikus iskola.
- Városháza.
- Temetőkápolna.
- Határában az incédi úttól 2 km-re középkori boltíves kőhíd áll.